# Dhu l-Qa'da
Dhu al-Qa'da in arabo ذو القعدة‎?, Dhū l-Qa‘da è l'undicesimo mese del calendario islamico.
Il significato del nome potrebbe essere "quello della tregua" o "Quello della sosta", dal momento che questo era un mese di tregua nel periodo della Jāhiliyya, in cui non era lecito usare le armi per motivi religiosi.

## Eventi islamici
- anno 5 dell'Egira: Battaglia del Fossato.
- anno 6 dell'Egira: Accordo di al-Hudaybiyya
- 'Bay'at al-Ridwān' (Giuramento di alleanza, detto al-Ridwān)
- anno 7 dell'Egira: primo pellegrinaggio islamico.
- 11 Dhu al-Qa'da: Nascita dell'ottavo Imam sciita ʿAlī al-Riḍā.
- 29 Dhu al-Qa'da: Uccisione del nono Imam sciita Muhammad al-Taqi.